# Phaeocroides effetus
Phaeocroides effetus is een keversoort uit de familie Hybosoridae. De wetenschappelijke naam van de soort is voor het eerst geldig gepubliceerd in 1907 door Kolbe.